# دوبره ناد کویسان
دوبره ناد کویسان (به لهستانی:  Dobre nad Kwisą) یک روستا در لهستان است که در گمینا ژاگانگ واقع شده‌است.